# Kenny Lawler
Kenneth James Lawler Jr. (Pomona, 25 giugno 1994) è un giocatore di football americano statunitense che milita nel ruolo di wide receiver per i Winnipeg Blue Bombers della Canadian Football League (CFL).

## Carriera

### Seattle Seahawks
Lawler al college giocò a California. Fu scelto nel corso del settimo giro (243º assoluto) del Draft NFL 2016 dai Seattle Seahawks. Rimase per due stagioni nel roster della squadra, senza mai disputare gare ufficiali.

### BC Lions
Il 9 maggio 2018 Lawler firmò con i BC Lions della CFL. Con essi non disputò alcuna partita.

### Winnipeg Blue Bombers
Il 22 ottobre 2018 Lawler firmò con i Winnipeg Blue Bombers. Lì trovò il successo nel 2019, guidando la squadra in yard ricevute e vincendo a fine stagione la Grey Cup. Dopo che la stagione 2020 fu cancellata per la Pandemia di COVID-19, nel 2021 guidò la lega in yard ricevute, venendo convocato per l'All-Star Game e vincendo la sua seconda Grey Cup.

### Edmonton Elks
L'8 febbraio 2022 Lawler firmò un contratto di un anno con gli Edmonton Elks che lo rese il ricevitore più pagato della lega. Il 22 agosto 2022 subì un infortunio mentre era al secondo posto della CFL sia in ricezioni che in yard ricevute. Tornò in campo il 1º ottobre contro i Montreal Alouettes ma due giorni dopo fu annunciato che avrebbe dovuto sottoporsi a un intervento chirurgico a una spalla, chiudendo la stagione.

### Ritorno ai Blue Bombers
Il 14 febbraio 2023 Lawler firmò un contratto biennale per fare ritorno ai Blue Bombers.

## Palmarès

### Franchigia
- Grey Cup: 2

Winnipeg Blue Bombers: 2019, 2021

### Individuale
- CFL All-Star: 1

2021